# Nosmeh-ye ‘Olyā
Nosmeh-ye ‘Olyā (persiska: نُسمِۀ عُليا, نُسمِه, نُو سام, نَسمِه, نُوسمِه) är en ort i Iran.   Den ligger i provinsen Kermanshah, i den nordvästra delen av landet, 500 km väster om huvudstaden Teheran. Nosmeh-ye ‘Olyā ligger 1 513 meter över havet och antalet invånare är 476.
Terrängen runt Nosmeh-ye ‘Olyā är kuperad åt sydväst, men åt nordost är den bergig. Nosmeh-ye ‘Olyā ligger nere i en dal. Runt Nosmeh-ye ‘Olyā är det ganska glesbefolkat, med 34 invånare per kvadratkilometer. Närmaste större samhälle är Pāveh, 4,6 km nordväst om Nosmeh-ye ‘Olyā. Trakten runt Nosmeh-ye ‘Olyā består i huvudsak av gräsmarker.